# FSV Zwickau
Maillots
Actualités
Le Fußball-Sport-Verein Zwickau e.V. ou FSV Zwickau est un club allemand de football fondé en 1912 et basé à Zwickau.

## Historique
- SC Planitz (1912-1945)
- SG Planitz (1945-49)
- ZSG Horch Zwickau (1949-50)
- BSG Motor Zwickau (1950-68)
- BSG Sachsenring Zwickau (1968-1991)
- FSV Zwickau (depuis 1991)

## Palmarès
- Championnat de RDA de football
  - Champion en 1948 et en 1950
- Coupe d'Allemagne de l'Est de football
  - Vainqueur en 1963, en 1967, en 1975
  - Finaliste en 1954
- Championnat de RDA de football D2
  - Champion en 1985, en 1988 et en 1991
- Gauliga Sachsen
  - Champion en 1942

## Grands noms
- Jürgen Croy
- Heinz Satrapa
- Joachim Streich
- Hans-Jürgen Dörner
- Harald Irmscher
- Konrad Weise
- Dwayne De Rosario
- Oļegs Karavajevs

### Effectif actuel 2022-2023
| N° | Nat.                   | Poste | Nom du joueur     |
| -- | ---------------------- | ----- | ----------------- |
| 1  | Drapeau de l'Allemagne | G     | Johannes Brinkies |
| 4  | Drapeau de l'Allemagne | D     | Robin Ziegele     |
| 5  | Drapeau de l'Allemagne | D     | Felix Brand       |
| 6  | Drapeau de l'Allemagne | M     | Maximilian Jansen |
| 7  | Drapeau de l'Allemagne | M     | Yannic Voigt      |
| 8  | Drapeau de l'Allemagne | M     | Robert Herrmann   |
| 10 | Drapeau de l'Allemagne | M     | Jan Löhmannsröben |
| 11 | Drapeau de l'Allemagne | M     | Noel Eichinger    |
| 13 | Drapeau de l'Allemagne | M     | Mike Könnecke     |
| 15 | Drapeau de l'Allemagne | A     | Ronny König       |
| 16 | Drapeau de l'Allemagne | D     | Nils Butzen       |
| 17 | Drapeau de la Croatie  | D     | Adam Sušac        |
| 18 | Drapeau des États-Unis | A     | Johan Gómez       |
| 19 | Drapeau de l'Allemagne | M     | Davy Frick        |

| No. | Nat.                   | Position | Nom du joueur           |
| --- | ---------------------- | -------- | ----------------------- |
| 20  | Drapeau de l'Allemagne | M        | Noah Shawn Agbaje       |
| 21  | Drapeau de l'Allemagne | M        | Till Streller           |
| 22  | Drapeau de la Turquie  | D        | Can Coşkun              |
| 23  | Drapeau de l'Allemagne | A        | Lukas Krüger            |
| 24  | Drapeau de l'Allemagne | M        | Raphael Assibey-Mensah  |
| 25  | Drapeau de l'Allemagne | G        | Marcel Engelhardt       |
| 26  | Drapeau de l'Allemagne | G        | Max Sprang              |
| 27  | Drapeau de l'Allemagne | M        | Yannik Möker            |
| 28  | Drapeau de l'Allemagne | A        | Dominic Baumann         |
| 29  | Drapeau de l'Allemagne | D        | Leonhard von Schroetter |
| 30  | Drapeau de l'Allemagne | G        | Lucas Hiemann           |
| 31  | Drapeau de l'Allemagne | M        | Patrick Göbel           |
| 36  | Drapeau de la Serbie   | D        | Filip Kusić             |

Mise à jour au 31 août 2022

## Joueurs et personnalités du club

### Staff
| Nationalité | Nom              | Fonction               |
| ----------- | ---------------- | ---------------------- |
|             | Rico Schmitt     | Entraineur             |
|             | Robin Lenk       | Entraineur Adj.        |
|             | Steffen Süßner   | Entraineur de gardiens |
|             | Dennis Findeisen | Entraîneur Athlétique  |

### Entraîneurs
La liste suivante présente la liste des entraîneurs du club depuis 1950.
- Friedrich Müller (1949-1950)
- Hans Ulbricht (1950)
- Herbert Melzer (1950)
- Erich Dietel (1951-1955)
- Hans Höfer (1955-1957)
- Karl Dittes (1957-1964)
- Horst Oettler (1964-1965)
- Heinz Werner (1965-1966)
- Horst Oettler (1966-1967)
- Joachim Seiler (1967-1968)
- Manfred Fuchs (1968-1969)
- Horst Scherbaum (1969-1971)
- Karl-Heinz Kluge (1971-1976)
- Hans Speth (1976-1978)
- Gerhard Bäßler (1979-1979)
- Peter Henschel (1979-1981)
- Gerald Kunstmann (1981-1982)
- Manfred Kupferschmied (1982-1984)
- Jürgen Croy (1984-1988)
- Udo Schmuck (1988-1991)
- Gerd Schädlich (1991-1996)
- Joachim Streich (1996-1997)
- Heinz Werner (1997)
- Charly Körbel (1997-1998)
- Hans-Uwe Pilz (1998)
- Hans-Jürgen Dörner  (1998-1999)
- Hans-Uwe Pilz (1999)
- Konrad Weise (1999-2002)
- Robby Doege (2002-2003)
- Peter Brändel (2003 (intérim))
- Bernd Tipold (2003-2004)
- Jens Große (2004-2005)
- Klaus Georgi (2005 (intérim))
- Uwe Ferl (2005-2006)
- Heinz Dietzsch (2006-2007)
- Peter Keller (2007-2009)
- Dirk Barsikow (2009 (intérim))
- Matthias Zimmerling (2009)
- Dirk Barsikow (2009-2010)
- Nico Quade (2010-2012)
- Torsten Ziegner (2012- avril 2018)
- Danny König ( avril 2018- juin 2018 (intérim))
- Joe Enochs ( juillet 2018-février 2023)
- Ronny Thielemann ( février 2023-juillet 2023 )
- Rico Schmitt ( juillet 2023-  )